# Dżamszid
Dżamszid, Jima – zgodnie z mitologią perską miał być stworzonym przez Ahura Mazdę pierwszym królem ludzkości, zaś po śmierci miał objąć panowanie w krainie umarłych.

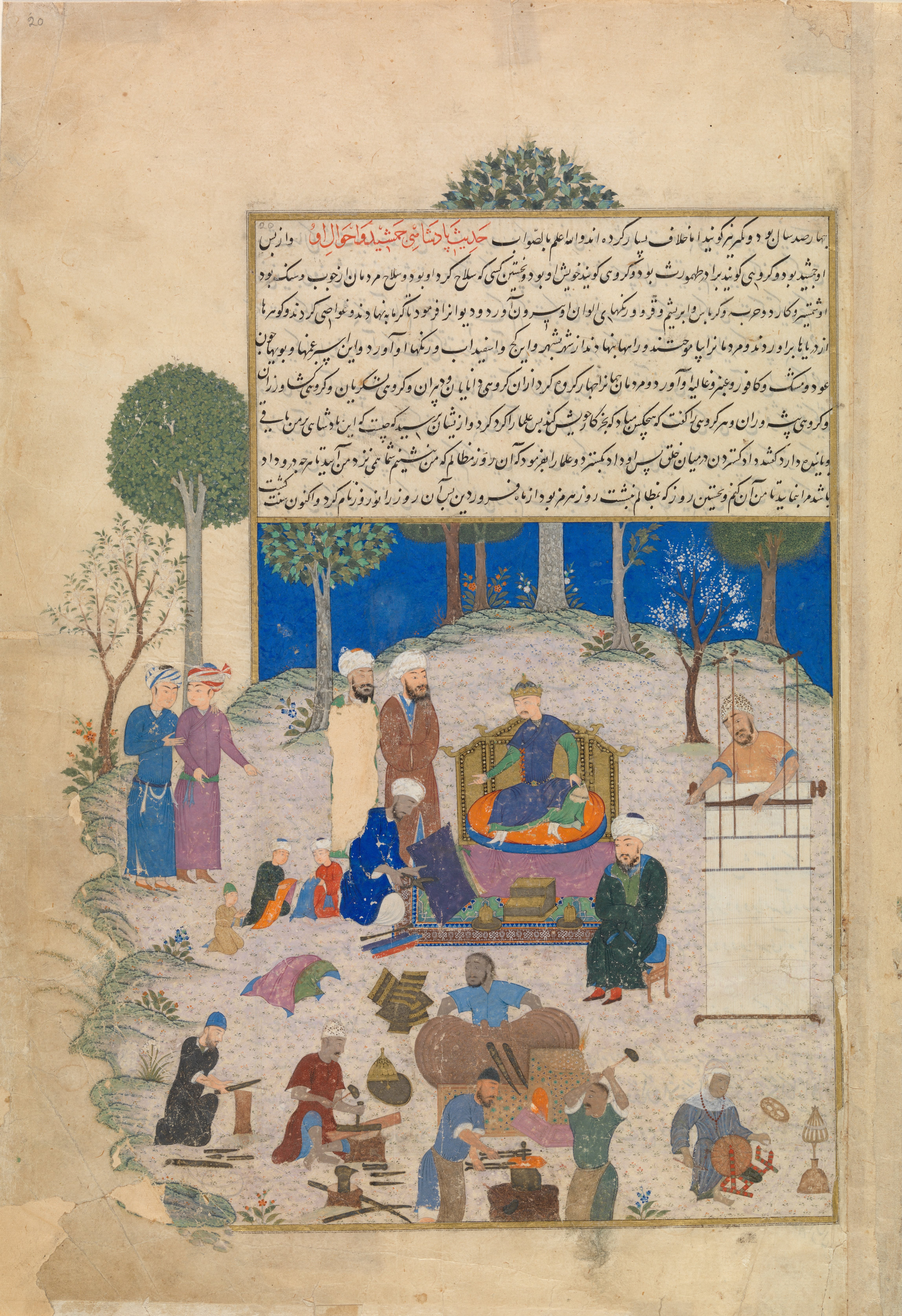
Dżamszid uczy ludzkość rzemiosł, miniatura z rękopisu Tarik-e Balami Balamiego. Herat, 1470. Chester Beatty Library

Syn Wiwańhanta (urodzony po długich oczekiwaniach, modłach i wypiciu soku haomy), po urodzeniu nazwany Jima. Z zachwytu ludzie nadali mu przydomek Chszaeta – Jaśniejący. Późnopahlawijskie i nowoperskie źródła określają go jako Dżam a przydomek Chszaeta przybrał formę szid skąd pochodzi określenie Dżamszid.
Jima był pierwszym władcą w Arianem Waedżo, za jego rządów panowało szczęście i powodzenie. Był budowniczym wielkiego Waru. Jima prześladował dewy, czyli demoniczne sługi Arymana, pozbawiał je dóbr i stad oraz ujawniał ich przewinienia. Dbał o ludzi, żeby nigdy nie chorowali ani nie starzeli się, tak że każdy z nich wyglądał na 15-letniego chłopca. Jima trzykrotnie powiększył swoje królestwo, dzięki czemu znalazło się dosyć miejsca na powiększającą się liczbę ludzi i zwierząt. Ahura Mazda ostrzegł Jimę, że występna ludzkość będzie cierpieć z powodu surowej zimy i dlatego polecił mu wykopanie pod ziemią wielkiej jamy, w której schroniłyby się najlepsi ludzie, najpiękniejsze bydło, najsłodziej pachnące rośliny oraz najsmaczniejsze pożywienie. Mieli oni przebywać tam trzy lata dopóki nie skończy się zima. Następnie Jima i jego ulubieńcy mieli wyjść na powierzchnię i ponownie zaludnić zniszczoną ziemię. Został pozbawiony królewskiej chwały (chwareny) po zabiciu krowy, opuścił królestwo, został pokonany przez Aži Dahaka. Na rozkaz Ażi Dahaki brat Dżamszida, Spitura, odszukał go aż na chińskim morzu. Mimo iż Dżamszid ukrył się w pniu drzewa został wraz z nim przecięty na dwie połowy. 
Z jego osobą wiążą się liczne legendy, np. o jego kielichu – zwierciadle Boga lub o cudownym sztylecie. Był legendarnym protoplastą dynastii Saffarydów i bohaterem dzieł literackich, np. Omara Chajjama.